# 二条昭実
二条 昭実（にじょう あきざね）は、安土桃山時代から江戸時代初期にかけての公卿。関白、准三宮。摂関家・二条家の当主。父は二条晴良、母は伏見宮貞敦親王の娘・位子女王。
織田信長の養女・実娘を娶ったのをはじめ、豊臣秀吉・徳川家康など天下人との接触が多かった。

## 生涯

### 信長の養女と婚姻
弘治2年（1556年）11月1日、二条晴良と位子女王の次男として誕生。兄に九条兼孝、弟に醍醐寺三宝院門跡の義演、鷹司信房がいる。兄・兼孝が大叔父の九条稙通の養子になったため、二条家を継ぐことになった。
永禄11年（1568年）12月16日、正五位下・侍従に叙される。28日、13歳の時に昇殿を許され、元服。その際、室町幕府の第15代将軍・足利義昭の偏諱を受けて、昭実と名乗る。
永禄12年（1569年）1月の左近衛少将遷任、4月28日の従四位上昇叙、12月27日の左近衛中将転任を経て、元亀元年（1570年）1月10日に従三位に昇任。翌元亀2年（1571年）2月14日に権中納言、元亀3年（1572年）11月26日には正三位、12月16日に権大納言に転任。元亀4年（天正元年・1573年）6月27日に従二位、天正2年（1574年）1月5日に正二位に上る。
天正3年（1575年）3月28日、昭実は織田信長の養女であるさこの方（赤松政秀の娘）を妻とする。しかし、信長にとって二条家の縁組は形式的に過ぎず、近衛前久の方を信頼していた。
一方、昭実の官位昇進は続き、天正5年（1577年）11月19日に左近衛大将、20日に内大臣に転任。天正7年（1579年）1月20日に右大臣に昇進した。
天正10年（1582年）5月29日、信長が毛利輝元討伐のために上洛すると、6月1日に昭実は前久らほかの公家と共に本能寺を訪れた。翌2日、本能寺の変が発生し、信長は横死した。

### 秀吉に関白を譲る
天正12年（1584年）12月、昭実は左大臣・藤氏長者となり、翌天正13年（1585年）2月12日に正親町天皇の関白となるが、羽柴秀吉（後の豊臣秀吉）が内大臣となるのに伴い、3月10日に左大臣を辞した。続いて、秀吉が右大臣ではなく左大臣の地位を望んだため、朝廷人事が混乱、昭実の後に左大臣となった近衛信輔（近衛前久の子、後の近衛信尹）から関白を譲るよう要求されたことに反発、5月に信輔と関白の地位をめぐって口論（関白相論）となったが、7月に前久・信輔父子を説得した秀吉が関白就任を正親町天皇に奏請、秀吉の意向を含んだ天皇の勅問を受け入れ、7月11日に関白を秀吉に譲った。その代わり、昭実は秀吉から500石を与えられ、関白辞任前の7月10日には官位が従一位に転任している。
以後、昭実は秀吉に従い儀式に参加し、関白辞職から2日後の7月13日に紫宸殿で開催された能に加わり、天正16年（1588年）4月14日に後陽成天皇が聚楽第へ行幸した時に随行、饗宴で相伴に与った。文禄2年（1593年）1月5日に崩御した正親町上皇の追号で正親町院を推薦、文禄5年（慶長元年・1596年）5月15日に宮中へ参内した秀吉が催した能にも参加、翌慶長2年（1597年）5月17日に伏見城へ移った秀吉と息子豊臣秀頼の移徙（移転）を祝うために伏見城へ出向いている。
秀吉死後の慶長3年（1598年）10月18日、後陽成天皇が体調不良を理由に弟の八条宮智仁親王への譲位を希望した際、昭実は兄の兼孝や弟の信房、一条内基ら摂家当主たちと共に反対して撤回させた。
慶長4年（1599年）、昭実は秀吉の晩年の側室だった三の丸殿（信長の六女）を娶った。

### 江戸幕府との関係
慶長10年（1605年）8月24日、昭実は准三宮の宣下を受ける。
江戸幕府との関係も良好で、慶長16年（1611年）12月26日に昭実は実子が無いため、大甥で九条忠栄（甥、後の九条幸家）の長男・松鶴を迎え、慶長18年（1613年）2月17日に松鶴に大御所・徳川家康の偏諱を賜って康道と名乗らせた。以後、二条家の歴代当主は徳川将軍家からの偏諱を受けるのが通例となった（二条家は室町時代には足利将軍家からも偏諱を受け、五摂家の中では武家と一番親しい家柄であった）。
しかし、近衛信尹と改名した信輔との争いが再燃し、康道を養子に迎える前の慶長16年4月12日に行われた後水尾天皇の即位礼で、昭実は即位灌頂を執り行ったが、信尹とどちらが伝授を行うかで口論となり、2代将軍・徳川秀忠の裁定で伝授役に決定し、以後二条家が代々即位灌頂伝授を務めていった。
元和元年（1615年）7月28日、昭実は後水尾天皇により関白・藤氏長者に再任され（30年ぶりの再任は極めて異例）、禁中並公家諸法度の制定にも関与して、家康・秀忠父子と共に連署している（ただし、実際の関白・氏長者任命日（7月28日）が予定よりも遅れたために、禁中並公家諸法度への連署の日付（7月17日）の方が先になってしまっている。このために一般には「前関白」と認識されている事が多い）。翌元和2年（1616年）に死去した家康の神号を幕府と協議したり（神号は秀忠の意向で東照大権現に決定）、元和3年（1617年）8月26日に崩御した後陽成上皇の追号も行っている。
元和5年（1619年）7月14日、昭実は関白を辞職し、同日に中風が原因で薨去した。享年64。院号として後中院を贈られ、嵯峨二尊院に埋葬された。
昭実の没後、忠栄が関白を、康道が家督を継いだが、幼い康道の将来を案じた昭実の遺言で、実父・忠栄をはじめ、信房と義演、忠栄の弟で康道の叔父・増孝が後見人になった。また、忠栄は昭実から即位灌頂の資料『御即位勧請并叙位除目之相伝』を預かり、康道が21歳になった寛永4年（1627年）に資料を返した。以後康道はこの資料を用いて即位灌頂を行い、明正天皇と後光明天皇それぞれの即位灌頂（寛永7年（1630年）9月12日・寛永20年（1643年）10月21日）で伝授役を務めている。

## 人物
昭実は古式典礼に詳しく、公家界の長老として、武家との窓口として晩年に至るまで活躍した。また岩佐又兵衛が最初の関白辞任から再任までの時期に屋敷に出入りしていたとされ、紀行文『廻国道之記』でその時の様子を書き残している。

## 略譜
※ 日付＝旧暦
| 和暦     | 西暦   | 月日     | 事柄                                     |
| -------- | ------ | -------- | ---------------------------------------- |
| 弘治2年  | 1556年 | 11月1日  | 生誕。                                   |
| 永禄11年 | 1568年 | 12月16日 | 禁色・昇殿を聴され、正五位下に初叙。     |
| 永禄11年 | 1568年 | 12月28日 | 元服（13歳）。                           |
| 永禄11年 | 1568年 | 12月29日 | 侍従に任官。                             |
| 永禄12年 | 1569年 | 1月16日  | 左近衛少将に遷任。                       |
| 永禄12年 | 1569年 | 4月28日  | 従四位上に越階昇叙。少将如元。           |
| 永禄12年 | 1569年 | 12月27日 | 左近衛中将に転任。                       |
| 元亀元年 | 1570年 | 1月10日  | 従三位に昇叙。中将如元。                 |
| 元亀2年  | 1571年 | 2月14日  | 権中納言に補任。中将如元。               |
| 元亀3年  | 1572年 | 11月26日 | 正三位に昇叙。                           |
| 元亀3年  | 1572年 | 12月16日 | 権大納言に転任。                         |
| 天正元年 | 1573年 | 6月27日  | 従二位に昇叙。                           |
| 天正2年  | 1574年 | 1月5日   | 正二位に昇叙。                           |
| 天正3年  | 1575年 | 3月28日  | 織田信長の養女・さこの方と婚姻。         |
| 天正5年  | 1577年 | 11月19日 | 左近衛大将に転任。                       |
| 天正5年  | 1577年 | 11月20日 | 内大臣に転任。左大将如元。               |
| 天正7年  | 1579年 | 1月20日  | 右大臣に転任。                           |
| 天正12年 | 1584年 | 12月     | 左大臣に転任？（二条家譜に見えず）       |
| 天正13年 | 1585年 | 2月12日  | 関白に補任。氏長者・内覧等宣下を賜る。   |
| 天正13年 | 1585年 | 3月10日  | 左大臣を辞任？                           |
| 天正13年 | 1585年 | 7月10日  | 従一位に昇叙。                           |
| 天正13年 | 1585年 | 7月11日  | 関白を辞職。                             |
| 慶長10年 | 1605年 | 8月24日  | 准三宮宣下を賜る。                       |
| 慶長16年 | 1611年 | 12月26日 | 九条忠栄の子・松鶴（康道）を養子とする。 |
| 元和元年 | 1615年 | 7月28日  | 関白に還補。氏長者・内覧等宣下を賜る。   |
| 元和4年  | 1618年 | 5月21日  | 鷹司信房とともに江戸へ下向。             |
| 元和4年  | 1618年 | 7月12日  | 帰洛。                                   |
| 元和5年  | 1619年 | 7月14日  | 関白を辞職、薨去。享年64。               |

## 系譜
- 父：二条晴良（1526-1579）
- 母：位子女王（1529-1616） - 伏見宮貞敦親王第一王女
- 正室：若政所
- 継室：三の丸殿（?-1603） - 織田信長の娘
- 側室：さこの方 - 赤松政秀の娘、織田信長養女
- 生母不明の子女
  - 子女：正雲院
- 養子
  - 男子：二条康道（1607-1666） - 九条幸家の長男
- 猶子
  - 男子：経海（1606-1656） - 佛光寺17世存海の子

## 登場作品
- 葵 徳川三代（2000年（平成12年）、NHK大河ドラマ） 演：寺田農